# 耶律滑哥
耶律滑哥（？—913年？），字斯懶，辽国（契丹）皇族。隋国王耶律释魯之子。

## 经历
耶律滑哥与父妾通奸，事情发觉后与克蕭台哂殺害耶律释魯。责任都归咎给台哂，滑哥没有受到处罰。太祖元年（907年），耶律阿保機即位，任惕隐。6年（912年），参与耶律剌葛、耶律迭剌諸弟反乱。反乱被镇压，群臣評議，決議滑哥之罪不能赦免，耶律滑哥和其子耶律痕只被凌迟处死。剥奪資産分与軍士。耶律阿保機说「滑哥不畏上天，反君弑父，其恶不可言。诸弟作乱，皆此人教之也」。

## 延伸阅读
[在维基数据编辑]
 《遼史·卷112》，出自脱脱《遼史》